# Sigfrid Gràcia
Sigfrid Gràcia Royo (Gavà, 27 maart 1932 - 23 mei 2005) was een Spaans profvoetballer. Hij speelde als verdediger bij FC Barcelona.

## Clubvoetbal
Gràcia kwam via de amateurclub Peña Los Peques, CF Gavà en Espanya Industrial in 1952 bij FC Barcelona. Bij Barça maakte hij deel uit van het succeselftal van de jaren vijftig en de verdediger won meerdere prijzen: drie Spaanse landstitels (1953, 1959, 1960), viermaal de Copa del Generalísimo (1953, 1957, 1959, 1963), de Copa Eva Duarte (1953), drie keer de Jaarbeursstedenbeker (1958, 1960, 1966) en de Pequeña Copa del Mundo (1957). Gràcia beëindigde in 1966 zijn loopbaan als profvoetballer.

## Nationaal elftal
Gràcia speelde tien wedstrijden in het Spaans nationaal elftal. Zijn debuut was op 28 juni 1959 tegen Polen. Op 6 juni 1962 speelde de verdediger tegen Brazilië zijn laatste interland. Gràcia behoorde tot de Spaanse selectie voor het WK 1964 in Chili.